# Pepsi
Pepsi một đồ uống giải khát có gas, lần đầu tiên được sản xuất bởi Caleb Bradham. Ban đầu, Ông pha chế ra một loại nước uống dễ hấp thụ làm từ nước cacbonat, đường, vani và một ít dầu ăn dưới tên “Nước uống của Brad" năm 1892.
Pepsi lần đầu tiên sản xuất vào năm 1890 do dược sĩ Caleb Bradham sáng chế tại New Bern, Bắc Carolina. Pepsi đã có nhiều biến thể sản xuất trong những năm qua kể từ năm 1898.

## Lịch sử ra đời
Pepsi được giới thiệu lần đầu tiên với tên gọi "Đồ uống của Brad" tại New Bern, Bắc Carolina, Hoa Kỳ, vào năm 1893 bởi Caleb Bradham, người đã điều chế nó tại hiệu thuốc của mình, nơi đồ uống được bán. Nó được đổi tên thành Pepsi-Cola vào năm 1898, "Pepsi" vì nó được quảng cáo là làm giảm chứng khó tiêu (ngày nay thường được gọi là khó tiêu hoặc đau bụng) và "Cola" đề cập đến hương vị cola. Một số người cũng cho rằng "Pepsi" có thể được dùng để chỉ đồ uống hỗ trợ tiêu hóa như men tiêu hóa pepsin, nhưng bản thân pepsin chưa bao giờ được sử dụng như một thành phần của Pepsi-Cola. Công thức ban đầu cũng bao gồm đường và vani. Bradham đã tìm cách tạo ra một thức uống từ đài phun nước hấp dẫn , có thể hỗ trợ tiêu hóa và bổ sung năng lượng. 
Nhãn hàng được đăng ký nhãn hiệu vào năm vào ngày 16 tháng 6.  

## Doanh thu
- Tập đoàn PepsiCo đạt doanh thu ròng khoảng 63 tỷ đô la trong năm 2016 với các nhãn hàng chủ lực bao gồm Frito-Lay, Gatorade, Pepsi-Cola, Quaker và Tropicana. Danh mục sản phẩm của PepsiCo bao gồm một loạt các sản phẩm đồ uống và sản phẩm được yêu thích với tổng cộng 22 nhãn hiệu, tạo ra khoản 1 tỷ đô la mỗi doanh thu bán.

## Thành phần
1. Màu caramel
2. Đường
3. Syrup bắp fructose Cao (HFCS)
4. Acid photphoric
5. Caffeine
6. Otric Acid
7. Hương tự nhiên
8. Kali
9. Photpho
10. Nước có gas

### Sách
- Beverage World Magazine, January 1998, "Celebrating a Century of Refreshment: Pepsi — The First 100 Years"
- Stoddard, Bob. Pepsi-Cola – 100 Years (1997), General Publishing Group, Los Angeles, California
- "History & Milestones" (1996), Pepsi packet
- Louis, J.C. & Yazijian, Harvey Z. "The Cola Wars" (1980), Everest House, Publishers, New York